# درساژ
درِساژ (به فرانسوی و انگلیسی: dressage) یا خَرامِش رشته‌ای در ورزش سوارکاری است که در آن، سوار اسب خود را به اجرای مجموعه‌حرکات دقیق و هماهنگ، همراه با ترتیب و زمان‌بندی مشخصی وامی‌دارد تا میزان هماهنگی خود با اسب و آزمودگی حیوان را نشان دهد.
درساژ، در درجهٔ اول، آموختن رفتارهایی (جلو رفتن، چرخیدن، ایستادن، پرش، …) است که از اسب انتظار می‌رود هنگامی که به او اشاره می‌شود (تغییر تُن صدا، صدا زدن)، اشاره با استفاده از پاها، دستان، افسار، …) انجام دهد.
در درجهٔ دوم، درساژ یکی از رشته‌های المپیکی سوارکاری است. این رشتهٔ ورزشی یک هنر نیز محسوب می‌شود، زیرا جستجوی زیبایی حرکات و رفتار یکی از مهم‌ترین اهداف آن است.

## تاریخچهٔ درساژ
مسابقات درساژ برای نخستین بار در سال ۱۹۱۲ در لیست بازی‌های المپیک (استکهلم) قرار گرفت. البته این نوع هنر در یونان باستان نیز رواج داشت و سوارکاران برای نمایش اسب‌های خود و حرکات نمایشی با یک دیگر به رقابت می‌پرداختند.

## چگونگی برگزاری مسابقات درساژ
زمین مسابقات خرامش مستطیلی به طول ۶۰ متر و عرض ۲۰ متر است. سوارکاران به نوبت در زمین حاضر می‌شوند و نمایش خود را طبق برنامه اجرا می‌کنند. برنامه‌ها می‌توانند اختیاری و همراه با موسیقی باشند، یا از قبل توسط داوران مشخص شده باشند. هیئت داوران که از ۲ تا ۵ نفر تشکیل شده‌اند، با توجه به روانی نمایش و میزان سختی آن، دقت در انجام حرکات، میزان مطیع بودن اسب، کیفیت حرکات و رفتار او، چگونگی قرار گرفتن سوارکار بر روی اسب و… نمراتی بین ۰ (انجام ندادن حرکت) تا ۱۰ (حرکتی بی نقص و عالی) را برای هر حرکت یادداشت می‌کنند. سوارکار باید سعی کند حرکاتش برای هدایت اسب تا حد امکان مخفی باشد و دیده نشود، به طوری که احساس شود ارتباط ذهنی میان آن دو وجود دارد. این کار ممکن است به نظر تماشاگران بسیار آسان بیاید، در حالی که نتیجهٔ تلاش بسیار چندین سال می‌باشد.
معدل سوارکار بر حسب در صد اعلام می‌شود. معدلی بین ۶۵٪ تا ۷۰٪ معدلی خوبی برای مسابقات کشوری است. معدل برندگان مسابقات بزرگ بین‌المللی معمولاً بین ۷۵٪ تا ۸۰٪ می‌باشد. هم‌اکنون رکورد مسابقات بین‌المللی درساژ با برنامهٔ اختیاری، ۸۵/۸۷٪ می‌باشد و متعلق به انکی فان گرونسون از هلند و اسبش سالینرو می‌باشد که در سال ۲۰۰۶ در مسابقهٔ شهر دن‌بوس برنده شد.

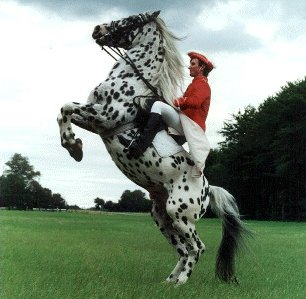
یکی از حرکات خرامشی.